# Instituto Nacional de Estadística (Spania)
Instituto Nacional de Estadística [instiˈtuto naθioˈnal de estaˈðistika] (abreviere: INE; română: Institutul Național de Statistică) este serviciul spaniol de statistică. Printre altele, este responsabil de efectuarea recensământului.
A fost fondat în 1856.